# Madridejos
Madridejos – gmina w Hiszpanii, w prowincji Toledo, w Kastylii-La Mancha, o powierzchni 262,01 km². W 2011 roku gmina liczyła 11 206 mieszkańców.